# Marek Trela
Marek Trela (ur. 28 grudnia 1953 w Warszawie) – polski lekarz weterynarii, hodowca koni arabskich, w latach 2000–2016 prezes Stadniny Koni Janów Podlaski, wiceprzewodniczący Światowej Federacji Konia Arabskiego (WAHO).

## Życiorys
Pochodzi z rodziny o tradycjach kawaleryjskich, jego przodkowie walczyli w ramach 1 Pułku Szwoleżerów Józefa Piłsudskiego. W latach 1967–1974 był zawodnikiem kadry juniorów Sekcji Jeździeckiej CWKS „Legia” Warszawa. Ukończył studia na Wydziale Medycyny Weterynaryjnej Szkoły Głównej Gospodarstwa Wiejskiego w Warszawie.
W 1978 jako lekarz weterynarii podjął pracę w Stadninie Koni w Janowie Podlaskim. W 1995 został hodowcą i wiceprezesem stadniny. Na stanowisko prezesa spółki powołano go w 2000. Był współtwórcą sukcesów koni czystej krwi arabskiej ze stadniny janowskiej na konkursach krajowych i międzynarodowych. Uzyskał uprawnienia sędziego międzynarodowego. Został członkiem European Conference of Arab Horse Organizations. W lutym 2016 został wiceprzewodniczącym World Arabian Horse Organization.
Został odwołany ze stanowiska prezesa Stadniny Koni w Janowie Podlaskim 19 lutego 2016. Zajmował się doradztwem w stadninach w Europie oraz przez rok zarządzał stadniną szejka w Abu Dhabi, od 2018 zarządza rezerwatem Al Ma'wa for Nature and Wildlife w Dżaraszu.